# Thái Sơn, Bảo Lâm (Cao Bằng)
Thái Sơn là một xã thuộc huyện Bảo Lâm, tỉnh Cao Bằng, Việt Nam.

## Địa lý
Xã Thái Sơn nằm ở phía đông nam huyện Bảo Lâm, có vị trí địa lý:
- Phía đông giáp huyện Bảo Lạc
- Phía tây giáp xã Thái Học và xã Yên Thổ
- Phía nam giáp xã Yên Thổ
- Phía bắc giáp xã Mông Ân và xã Vĩnh Phong.

Xã Thái Sơn có diện tích 47,27 km², dân số năm 2019 là 3.027 người, mật độ dân số đạt 64 người/km².
Trên địa bàn xã có các dòng suối Lũng Chang, Nà Bó, Nà Pất, Nậm Pây thuộc lưu vực sông Gâm.

## Hành chính
Xã Thái Sơn được chia thành 10 xóm: Bản Lìn, Bản Là, Khau Dề, Lũng Chang, Lũng Vài, Nà Nàng, Nà Bó, Nà Lồm, Nặm Trà, Sáng Soáy.

## Lịch sử
Ngày 27 tháng 10 năm 2006, Chính phủ ban hành Nghị định số 125/2006/NĐ-CP về việc thành lập xã Thái Sơn trên cơ sở điều chỉnh 5.548 ha diện tích tự nhiên và 2.215 nhân khẩu của xã Thái Học.
Đến năm 2019, xã Thái Sơn được chia thành 12 xóm: Khau Dề, Khuổi Dùa, Bản Lìn, Bản Là, Lũng Chang, Lũng Vài, Nà Nàng, Nà Bó, Nà Lồm, Sáng Soáy, Nặm Trà, Khuổi Đuốc.
Ngày 9 tháng 9 năm 2019, Hội đồng Nhân dân tỉnh Cao Bằng ban hành Nghị quyết số 27/NQ-HĐND về việc:
- Giữ nguyên 10 xóm: Bản Lìn, Bản Là, Khau Dề, Lũng Chang, Lũng Vài, Nà Nàng, Nà Bó, Nà Lồm, Nặm Trà, Sáng Soáy
- Sáp nhập xóm Khuổi Đuốc vào xóm Nà Nàng
- Sáp nhập xóm Khuổi Dùa vào xóm Nặm Trà.